# Клепачи (Ружанский сельсовет)
Клепачи́ (бел. Клепачы́) — деревня в Пружанском районе Брестской области Беларуси. Входит в состав Ружанского сельсовета.

## География
Пролегает дорога Н-523.
Ближайшие населенные пункты Байки, Ворониловичи, Лососин и др.

## История

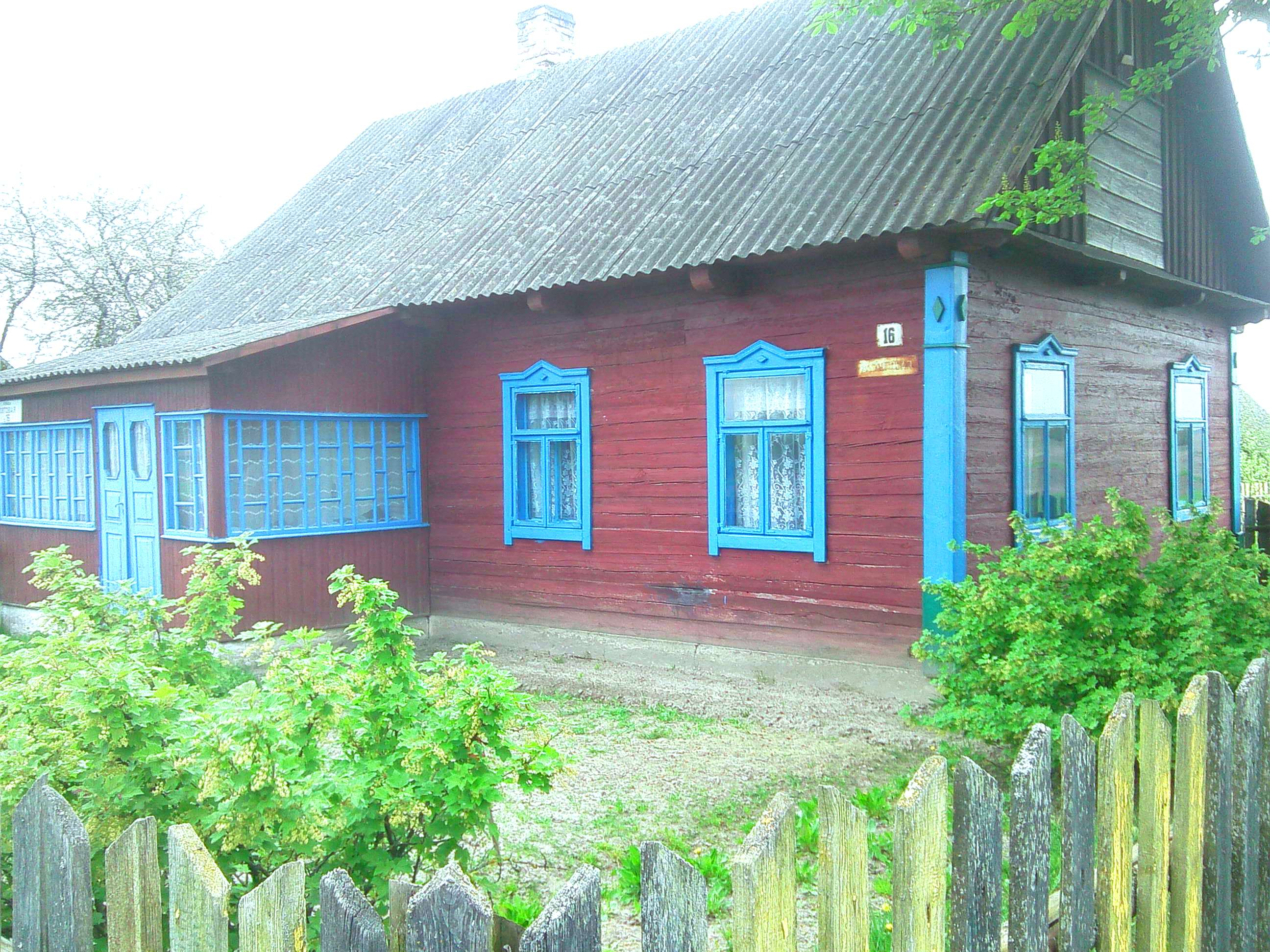

С 1904 года в Ружанской волости Слонимского уезда Гродненской губернии.
18 марта 1921 года Западная Беларусь согласно Рижскому мирному договору отошла к Польше.
2 ноября 1939 года Западная Беларусь вновь вошла в состав Советского Союза и была присоединена к БССР.
12 октября 1940 года в составе Ружанского района Брестской области был образован Ворониловичский сельсовет, в состав которого вошла и деревня Клепачи.
Расположение деревни рядом с крупным лесным массивом обернулось трагедией в годы Великой Отечественной войны. В 1943 году деревня была сожжена немецко-фашистскими захватчиками, как и многие другие, считавшиеся ими удобными для поддержки партизанского движения.
В июне 1943 года немецкие солдаты окружили деревню, забрали имевшийся у крестьян скот, птицу, продукты, а саму деревню, насчитывавшую в то время около 130 дворов, сожгли. Погубили 25 жителей деревни. Оставшиеся в живых разошлись по окрестным деревням. Однако не все, кому удалось спастись в тот страшный день, дождались освобождения: для 72 жителей деревни, нашедших пристанище в соседней деревне Байки, оно стало последним. В январе 1944 года деревня Байки была также сожжена карателями за связь с партизанами, а все её жители и проживавшие на тот момент в Байках жители Клепачей (957 человек от младенцев до стариков) — расстреляны.
С 8 января до 19 июня 1954 года Ружанский район относился к Гродненской области. 25 декабря 1962 года Ружанский район был упразднён, Ворониловичский сельсовет присоединён к Пружанскому району.
До 1 декабря 2009 года деревня входила в состав Ворониловичского сельсовета.

## Население

### Численность
- 2014 год — 47 жителей

### Динамика
- 1904 год — 448 жителей (деревня); 18 жителей (урочище)[2]
- 1999 год — 162 жителей (перепись населения)
- 2009 год — 75 жителей (перепись населения)[2]
- 2014 год — 47 жителей

## Улицы
- Коммунистическая
- Лесная
- Луговая
- Советская
- Юбилейная